# كرايغ جاريت
كرايغ جاريت (بالإنجليزية: Craig Jarrett)‏ هو لاعب كرة قدم أمريكية أمريكي، ولد في 17 يوليو 1979 في مارتينسفيل في الولايات المتحدة.

## وصلات خارجية
- كرايغ جاريت على موقع مرجع كرة القدم المحترفة.كوم (الإنجليزية)